# Cletodes pseudodissimilis
Cletodes pseudodissimilis är en kräftdjursart som beskrevs av Coull 1971. Cletodes pseudodissimilis ingår i släktet Cletodes och familjen Cletodidae. Inga underarter finns listade i Catalogue of Life.